# NGC 4896
NGC 4896 ist eine 13,9 mag helle Linsenförmige Galaxie vom Hubble-Typ E-S0 im Sternbild Haar der Berenike, die etwa 269 Millionen Lichtjahre von der Milchstraße entfernt.
Sie wurde am 12. Mai 1885 von Guillaume Bigourdan entdeckt.